# Мурбан-Баб
Мурбан-Баб — газонафтове родовище в Об'єднаних Арабських Еміратах.
Входить у нафтогазоносний басейн Перської затоки. Запаси 250 млн т. Річний видобуток 0,9 млн т нафти (1990).